# Gijs van Haaften
Gijs van Haaften (Almkerk, 17 december 1915 – Nijmegen, 30 december 2002) was een Nederlandse marechaussee en verzetsstrijder tijdens de Tweede Wereldoorlog. Vanaf medio april 1944 tot de Bevrijding in mei 1945 voerde hij samen met collega-marechaussee Dick Kleisen het commando over de verzetsgroep KP-Aalten.

## Afkomst en opleiding
Van Haaften groeide op in een Ned. Herv. griendwerkersgezin in het dorp Uitwijk in het Land van Altena. Hoewel hij goed kon leren, werkte hij vanaf zijn twaalfde op doordeweekse dagen met zijn vader en andere griendwerkers in de Biesbosch. Door een herkeuring te eisen toen zijn lengte onvoldoende bleek, wist hij zich via de militaire dienstplicht een perspectief te banen naar een carrière bij de politie.

## Vroege loopbaan
In 1937 werd Van Haaften als grenswacht van het nieuw opgerichte Korps Politietroepen  gestationeerd in Vaals. De kazerne van het korps was gevestigd in het "Clermont Huis", een groot patriciërsgebouw met een binnenplaats. Daar leert hij zijn latere vrouw Kitty Vluggen kennen, wiens vader in de tegenover liggende vleugel een rijwielhandel drijft.
Na de capitulatie van het Nederlandse leger en de ontwapening van Van Haaften volgt Kitty hem naar het Land van Altena. Ze wordt er liefdevol opgevangen door diens familie en vindt een betrekking in het café van voetbalinternational Frank Wels in Gorinchem, In haar vrije tijd wijdt ze zich enthousiast aan haar overgang naar het protestantse geloof. 
Van Haaftens aanstelling bij de marechaussee wordt in maart 1941 hersteld. In sept. 1942 wordt hij aangesteld bij de “Prijsbeheersings- groep” in Nijmegen. Diezelfde maand trouwt het paar, mede omdat de Duitse bezetter ongetrouwde mannen dan verplicht om in Duitsland te werken. Op 10 september 1943 wordt hun eerste kind, Johannes Leendert, roepnaam Joop, geboren. Korte tijd later, op 6 nov. 1943 worden Van Haaften en zijn collega thuis aan de Heiweg in Nijmegen door de SD gearresteerd wegens verspreiding van het illegale blad "Trouw". Een week later worden zij door collega-marechaussees per trein vanuit het Arnhemse Huis van Bewaring overgebracht naar Kamp Vught.

## Ontsnapping uit buitencommando Arnhem
Van Haaften en Kleisen ervaren het strenge bewakingsregime in het zwaar beveiligde Kamp Vught als beklemmend. Als het Duitse commando op 12 januari 1944 bekend maakt dat vrijwilligers zich kunnen aanmelden voor overplaatsing naar het nieuw opgerichte buitencommando Arnhem, reageren zij onafhankelijk van elkaar, onmiddellijk positief. Het werkkamp bij Arnhem is minder zwaar beveiligd en ligt niet ver van Apeldoorn, de woonplaats van Kleisen's familie. Op 16 april slagen Gijs, Dick en een medevluchter er in het werkkamp te ontvluchten. Met hulp van de familie Kleisen vinden zij een onderduikadres in de buurtschap Lintelo, gemeente Aalten.

## KP-Aalten
Juist vier dagen later ondergaat de KP-Aalten op een beoogde wapenexpeditie onderweg in Doesburg een zware slag door het verraad van de collaborateur Willy Markus. In een dramatische gewapende confrontatie met de SD wordt commandant Kees Ruizendaal gedood en wordt marechaussee KP-lid Gerrit Kleisen gearresteerd. Verzetsleider Ome Jan Wikkerink doet met succes een beroep op de “vers” in Aalten ondergedoken marechaussees Gijs van Haaften en Dick Kleisen, respectievelijk als commandant en plaatsvervangend commandant. De verzetsactiviteiten van de knokploeg spitsen zich in het laatste oorlogsjaar toe tot de voorbereiding en afhandeling van geallieerde wapendroppings ten behoeve van het ondergrondse verzet en de opvang van neergeschoten geallieerde piloten.
Anders dan Kleisen, die evenals veel andere verzetsstrijders langer militair actief blijft  om de Canadese bevrijders van Oost-Nederland bij te staan, gaat Van Haaften spoorslags terug naar zijn jonge gezin in Nijmegen.

## Naoorlogse politie carrière
Na de oorlog diende Van Haaften bij het korps Rijkspolitie, achtereenvolgend vanaf 1 januari 1955 als opperwachtmeester voerde hij het postcommando in de gemeente Kesteren en per 1 maart 1965 dat als adjudant van de groep Druten/Ewijk/Beuningen. In Druten beklom adjudant Van Haaften op verzoek van de R.K. parochie jarenlang de kansel van de Ewaldenkerk om bij de jaarlijkse autozegening voor een preek over bezinning op verkeersveilig gedrag te houden. Op 31 december 1975 sloot hij zijn politieloopbaan af door gebruik te maken van de mogelijkheid om op 60-jarige leeftijd met functioneel leeftijdsontslag te gaan.

## Wethouderschap gemeente Druten
Bij de gemeenteraadsverkiezingen op 30 maart 1978 was Van Haaften succesrijk lijsttrekker voor het CDA (winnaar met 52,6 % van de stemmen), waaruit voortvloeide dat hij in de gemeenteraadsvergadering van 5 september werd geïnstalleerd als wethouder. Om gezondheidsredenen zag hij zich genoodzaakt per 1 november 1980 vrijwillig ontslag te nemen.

## Onderscheidingen
Van Haaften heeft de volgende onderscheidingen in ontvangst mogen nemen:
- Mobilisatie-Oorlogskruis, Min. van Defensie, juli 1951
- Verzetsherdenkingskruis - 5 mei 1981
- Eremedaille Orde van Oranje-Nassau 29 april 1975

Dankzij zijn protest werd ook zijn vrouw Kitty onderscheiden met het Verzetsherinneringskruis. Zijn argument dat veel van zijn verzetsdaden onmogelijk waren geweest zonder haar medewerking op de achtergrond, overtuigde het bevoegde comité en kreeg ook generieke doorwerking.

## Privé
Van Haaftens levensmotto luidde "Het Drievoudig Snoer", God, Nederland en Oranje.
Het paar kreeg na de oorlog nog vier kinderen. Na Joop in 1943 werd in Nijmegen op 1 juni 1945 - na een logeerpartij van moeder Kitty op zijn onderduikadres in de  herfst 1944 nog geboren Jannie (derde doopnaam Irene), in Kesteren op 31 augustus 1949 Willie ( doopnaam Wilhelmina) en Leo (1950) en Bert(1957).